# Исаково (посёлок, Дмитровский городской округ)
Исаково — посёлок в Дмитровском районе Московской области, в составе Сельского поселения Костинское.

## Расположение
Посёлок расположен в юго-восточной части района, недалеко от границы с Пушкинским, примерно в 18 км на юго-восток от Дмитрова, высота центра над уровнем моря 214 м. Ближайшие населённые пункты — Филимоново на севере, Щепино на северо-западе и Ординово, Пушкинского района, на юго-востоке.

## История
До 2006 года Исаково входило в состав Гришинского сельского округа.
Постановлением Губернатора Московской области от 21 февраля 2019 года № 75-ПГ категория населённого пункта изменена с «деревня» на «посёлок».

## Население
| 2002 | 2006 | 2010 |
| ---- | ---- | ---- |
| 16   | ↘15  | ↗39  |